# Nancy Pelosi
Nancy Patricia Pelosi, geboortenaam  D'Alesandro, (Baltimore (Maryland), 26 maart 1940) is een Amerikaans politica van de Democratische Partij. Ze was de voorzitter van het Huis van Afgevaardigden tussen 2007 en 2011 en opnieuw tussen 2019 en 2023. 
Ze was de eerste vrouw die deze functie bekleedde. Ze was de partijleider van de Democratische Partij in het Huis van Afgevaardigden tussen 2003 en 2023 en was de fractieleider van 2003 tot 2007 en van 2011 tot 2019.

## Politiek

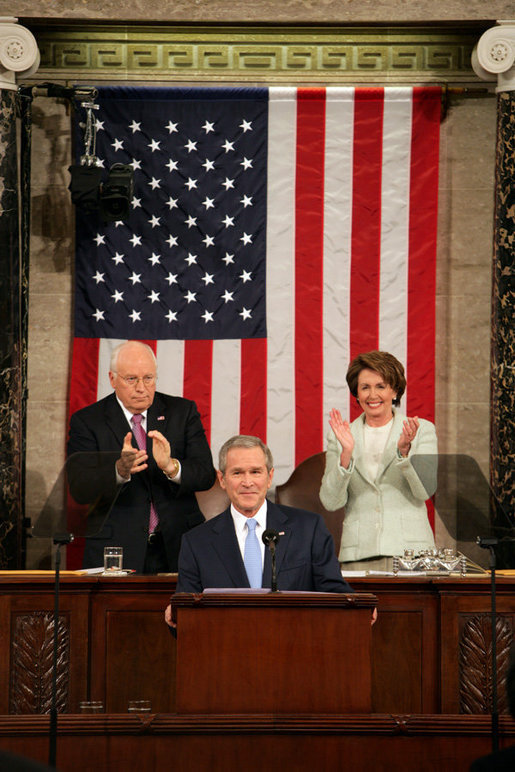
Vicepresident Dick Cheney en Pelosi achter president George W. Bush tijdens de State of the Union in 2007. Ze maakte geschiedenis als de eerste vrouw die achter het podium zat tijdens een dergelijke toespraak.

Pelosi werd voor het eerst in het Huis van Afgevaardigden gekozen in 1987 voor een kiesdistrict in Californië. Zij behoort tot de centrumlinkse vleugel van de Democraten. Alhoewel ze katholiek is, is Pelosi een voorstander van het recht op abortus en in 2003 stemde ze tegen de Partial-Birth Abortion Ban Act. In augustus 2008 werd ze door de aartsbisschop van Denver teruggefloten over eerdere uitspraken over het ogenblik waarop het leven volgens de Katholieke Kerk begint. Pelosi is voor het terugdringen van het wapenbezit in de Verenigde Staten en voor hogere financiële steun voor het onderwijs. In 2002 stemde ze tegen de resolutie die de weg vrijmaakte voor de Irakoorlog.
Hetzelfde jaar werd Pelosi, als eerste vrouw, gekozen als leider van haar partij in het Huis van Afgevaardigden. Bij de Amerikaanse parlementsverkiezingen 2006 haalden de Democraten de meerderheid in het Huis. Bij de eerste bijeenkomst van het Huis in de nieuwe samenstelling werd Pelosi met 233 tegen 202 stemmen tot Speaker gekozen. Ze noemde haar benoeming een "historisch ogenblik waarop vrouwen in de Verenigde Staten 200 jaar gewacht hebben". Op 6 januari 2009 werd zij met 255-174 stemmen herkozen als Speaker tijdens het 111de Amerikaans Congres.
Na de zware nederlaag van de Democraten op 2 november 2010 werd zij op 5 januari 2011 vervangen door de Republikein John Boehner toen het 112de Amerikaans Congres bij elkaar kwam. Sindsdien was ze Democratisch minority leader in het Huis.
Na de verkiezingen van 2018 werd Pelosi opnieuw voorzitter van het Huis van Afgevaardigden tijdens het 116e Amerikaans Congres.
In september 2019 heeft het Huis van Afgevaardigden onder leiding van Pelosi een impeachmentprocedure in gang gezet tegen president Trump, naar aanleiding van zijn vermeende poging het staatshoofd van Oekraïne (met het dreigement toegezegde financiële steun voor defensiedoelen te onthouden) onder druk te zetten door een onderzoek in te laten stellen tegen zijn politieke rivaal oud-vicepresident Joe Biden. (De  tenlastelegging werd aangenomen, de afzetting niet.)
Bij de State of the Union op 5 februari 2020 verscheurde Pelosi onmiddellijk na afloop van de speech van president Trump de tekst achter het rostrum. Aan het begin schudde Trump Pelosi de hand niet, het is niet bekend of dat bewust was.
Nancy Pelosi is begin januari 2021 herkozen als voorzitter van het Amerikaanse Huis van Afgevaardigden. Pelosi won met een krappe meerderheid van 216 stemmen, omdat vijf Democratische partijgenoten haar niet steunden. Haar Republikeinse tegenstander Kevin McCarthy kreeg 209 stemmen.
Op 6 januari 2021, de dag waarop de uitslag van de presidentsverkiezingen in het Amerikaanse Congres bekrachtigd zou worden, vond een bestorming van het Capitool plaats. Ook de kamer van Pelosi werd bezet. Pelosi veroordeelde de aanval scherp als een aanslag op de democratie. Een week later werd in het Huis van Afgevaardigden onder leiding van Pelosi een resolutie aanhangig gemaakt die vicepresident Mike Pence opriep om met steun van acht ministers het 25e amendement van de grondwet in te roepen, waarbij hij de president "unfit for command" zou verklaren. Toen dit niet gebeurde, werd in het Huis van Afgevaardigden onder leiding van Pelosi een tweede impeachmentprocedure aanhangig gemaakt tegen president Trump. De Senaat verwierp de impeachment.
Omstreden was een bezoek dat Pelosi begin augustus 2022 aan Taiwan bracht, een eiland nabij China dat als zelfstandige staat functioneert, maar door slechts weinig staten als onafhankelijk is erkend. De Volksrepubliek China, die Taiwan als afvallige provincie beschouwt, was zeer geïrriteerd door het bezoek en startte militaire oefeningen nabij Taiwan. President Biden was geen voorstander van het bezoek. Bij thuiskomst noemde zij naar aanleiding van alle ophef de Chinese leider Xi Jinping een "bange pestkop". Daarentegen kreeg zij van de Taiwanese president Tsai Ing-wen voor het doorzetten van het bezoek woorden van dank en lof en ontving zij de hoogste burgerlijke onderscheiding van Taiwan.
In november 2022 maakte ze bekend dat ze zich niet herkiesbaar zal stellen als fractievoorzitter van de Democratische Partij in het Huis van Afgevaardigden. De Democraten verloren in het Huis van Afgevaardigden de meerderheid aan de Republikeinen bij de  tussentijdse verkiezingen. Als fractievoorzitter werd ze opgevolgd door Hakeem Jeffries. Wel blijft ze lid van het Huis van Afgevaardigden. 

## Persoonlijk
Pelosi is sinds 1963 getrouwd met Paul Pelosi. Ze hebben vijf kinderen, via haar jongste dochter Alexandra Pelosi is Pelosi de schoonmoeder van de Nederlandse jurist, journalist en correspondent Michiel Vos.
- Gemeinsame Normdatei: 134187229
- International Standard Name Identifier: 0000 0001 1449 9744
- Library of Congress Control Number: n2004036550
- Nationale Bibliotheek van Tsjechië: js20061110022
- Nationale Bibliotheek van Israël: 987007333137305171
- Nederlandse Thesaurus van Auteursnamen: 321242750
- SNAC: w6hq401p
- Système universitaire de documentation: 12820124X
- Biographical Directory of the United States Congress: P000197
- Virtual International Authority File: 84256004
- WorldCat: E39PBJr7T6QGyxmxCVTcJ8tqcP